# Zřetězení
Zřetězení (anglicky concatenation) je v programování označení operace spojení textových řetězců jeden k druhému (tzv. end-to-end).

## Terminologie
V češtině by se měl používat spíše název „sřetězení“ (jedná se o spojení řetězců, nikoli o změnu něčeho na řetězec). Slovník spisovného jazyka českého však připouští obě možnosti, „sřetězení“ uvádí jako odkaz na „zřetězení“. V praxi převažuje „zřetězení“. V lingvistice se používá termín juxtapozice (položení vedle sebe).

## Syntaxe
Zřetězení je v programovacích jazycích syntakticky obvykle realizováno jako binární operace s infixovým zápisem. Často je operace zapisována pomocí přetíženého operátoru plus (+), takže výsledkem zápisu "Hello"+"World" je řetězec "HelloWorld" (v tomto případě je výsledek bez mezery).
V jiných jazycích, jako například PHP, Perl a Visual Basic, je používán operátor tečka (.). Existují i jiné zápisy, například || používaný v SQL databázi Oracle.
V programovacích jazycích C, C++ a Python je možné spojit dva řetězce bez operátoru, takže výsledkem zápisu "Hello" "World" je opět řetězec "HelloWorld".